# Хинув (Мазовецьке воєводство)
Хинув (пол. Chynów) — село в Польщі, у гміні Хинув Груєцького повіту Мазовецького воєводства.
Населення — 425 осіб (2011).
У 1975-1998 роках село належало до Радомського воєводства.

## Демографія
Демографічна структура станом на 31 березня 2011 року:
|          | Загалом | Допрацездатний вік | Працездатний вік | Постпрацездатний вік |
| -------- | ------- | ------------------ | ---------------- | -------------------- |
| Чоловіки | 201     | 43                 | 135              | 23                   |
| Жінки    | 224     | 31                 | 151              | 42                   |
| Разом    | 425     | 74                 | 286              | 65                   |